# Josep Bellet i Falcó
Josep Bellet i Falcó (Castelldans, Les Garrigues, 1928) és un polític i escriptor català. Fou hereu d'una família de pagès arruïnada pels bombardejos de l'aviació franquista de la tarda del 24 de desembre de 1938. Anà a l'escola republicana en temps de guerra i després a la franquista de postguerra. Malgrat que als catorze anys va abandonar les classes, continuà estudiant de manera autodidacta.
Va ser alcalde de Castelldans als anys 60, període en què va inaugurar la Biblioteca municipal de Castelldans, que amb els anys va acabar batejant-se amb el nom de Biblioteca Josep Bellet i Falcó, concretament l'any 1964. Fou la primera obra realitzada durant el seu mandat com a alcalde. Als anys 70 va marxar cap a Barcelona.
Va ser president del Centre Comarcal Lleidatà situat a Barcelona alguns anys durant la dècada dels 2000, entitat que va rebre la creu de Sant de Sant Jordi per part de la Generalitat de Catalunya l'any 1993. Josep Bellet durant aquests anys encapçalà l'equip de redacció del butlletí informatiu del Centre com a director i escriví nombrosos articles d'opinió sobre política, societat, llengua, i també diverses col·laboracions literàries.
Capità Indíbil és la seva primera novel·la publicada l'any 2006 per Pagès Editors, una novel·la situada al període històric de la Guerra Civil Espanyola i protagonitzada pel capità Indíbil que fou batlle d'un poble de les Garrigues.